# Спекулация
Спекулация е финансово действие, което не гарантира сигурност на капиталовата инвестиция, както и възвръщане на основната сума.
Във финансовите пазари спекулацията се отнася до покупката, задържането и продажбата на акции, стоки, валута и други активи с цел печалба от флуктуациите в тяхната цена, за разлика от покупката им за употреба или доход (от дивиденти, наем и т.н.). Основната характеристика на спекулацията е, че тя търси промените на цената във времето за разлика от арбитража, който търси промените на цената по място на търгуване. Съвременното състояние на финансовите пазари позволява на практика да се продават финансови активи без продавачът да ги притежава, което е известно като къси продажби и е силно спекулативна сделка.
Спекулациите се считат за негативни както като лично поведение, така и защото причиняват значителни щети на реалната икономика. 

## Други значения
Освен като борсов термин, „спекулация“ („спекула“) означава използване на положението с користни цели за бърза и лесна печалба; злоупотреба с обстоятелства.